# NGC 2609
NGC 2609 ist ein offener Sternhaufen im Sternbild Kiel des Schiffs und hat eine Winkelausdehnung von 6,0'. Er wurde am 8. März 1836 von John Herschel entdeckt.